# 김해 상동 분청사기 가마터
김해 상동 분청사기 가마터(金海 上東 粉靑沙器 가마터)는 대한민국 경상남도 김해시 상동면 대감리에 있는 조선시대 가마터이다. 2017년 7월 13일 경상남도의 기념물 제288호로 지정되었다.

## 지정 사유
세종실록지리지에 김해도호부 동쪽에 하품(下品)을 생산하던 감물야촌(甘勿也村)에 1개의 자기소가 있었다는 기록이 있으며, 상동면 대감리라는 지명이 대감물야리(大甘勿也里)가 축약되어 생긴 지명으로 조선시대 공납 자기소일 가능성이 높은 지역이다.
또한 신청지역 일부에 대한 발굴조사 결과 분청사기 가마 1기와 폐기장 3개소가 확인되었고 1호 가마와 1호 폐기장 하부에서 삼국시대 분묘가 확인되었다.
유적 내에서는 분청사기 편과 장흥(長興)명이 상감된 자기편이 출토되어 조선 중기 자기가마터로 추정되고, 이곳에서 생산되는 자기는 김해, 양산 부산지역으로 공급되었을 것으로 추정되는 중요한 유적이다.

## 같이 보기
- 분청사기

## 참고 자료
- 김해 상동 분청사기 가마터 - 국가유산청 국가유산포털